# Dendrobates auratus
Dendrobates auratus là một loài ếch phi tiêu. Đây là loài bản địa Trung Mỹ và khu vực tây bắc của Nam Mỹ. Dù không phải là loài ếch phi tiêu có độc mạnh nhất, chất độc của nó cũng đủ làm người bị nhiễm phải đổ bệnh. Tuy nhiên chúng chỉ tiết chất độc khi cảm thấy bị đe dọa.